# Gran Premio motociclistico di Spagna 1998
Il Gran Premio motociclistico di Spagna 1998 corso il 3 maggio, è stato il terzo Gran Premio della stagione 1998 del motomondiale e ha visto vincere la Honda di Àlex Crivillé nella classe 500, Loris Capirossi nella classe 250 e Kazuto Sakata nella classe 125.

## Classe 500

### Arrivati al traguardo
| Pos | Nº | Pilota                   | Squadra                | Motocicletta | Giri | Tempo     | Griglia | Punti |
| --- | -- | ------------------------ | ---------------------- | ------------ | ---- | --------- | ------- | ----- |
| 1   | 4  | Àlex Crivillé            | Repsol Honda           | Honda        | 27   | 47:21.522 | 3       | 25    |
| 2   | 1  | Mick Doohan              | Repsol Honda           | Honda        | 27   | +0.393    | 5       | 20    |
| 3   | 6  | Max Biaggi               | Marlboro Team Kanemoto | Honda        | 27   | +0.870    | 4       | 16    |
| 4   | 8  | Carlos Checa             | MoviStar Honda Pons    | Honda        | 27   | +2.368    | 1       | 13    |
| 5   | 9  | Alex Barros              | Honda Gresini          | Honda        | 27   | +13.311   | 8       | 11    |
| 6   | 5  | Norick Abe               | Yamaha Team Rainey     | Yamaha       | 27   | +13.933   | 11      | 10    |
| 7   | 2  | Tadayuki Okada           | Repsol Honda           | Honda        | 27   | +14.471   | 2       | 9     |
| 8   | 3  | Nobuatsu Aoki            | Suzuki Grand Prix      | Suzuki       | 27   | +24.127   | 10      | 8     |
| 9   | 10 | Kenny Roberts Jr         | Team Roberts           | Modenas KR3  | 27   | +26.700   | 7       | 7     |
| 10  | 28 | Ralf Waldmann            | Marlboro Team Roberts  | Modenas KR3  | 27   | +29.597   | 9       | 6     |
| 11  | 19 | John Kocinski            | MoviStar Honda Pons    | Honda        | 27   | +31.561   | 6       | 5     |
| 12  | 15 | Sete Gibernau            | Repsol Honda           | Honda        | 27   | +36.141   | 12      | 4     |
| 13  | 11 | Simon Crafar             | Red Bull Yamaha WCM    | Yamaha       | 27   | +41.486   | 16      | 3     |
| 14  | 55 | Régis Laconi             | Red Bull Yamaha WCM    | Yamaha       | 27   | +54.947   | 13      | 2     |
| 15  | 18 | Garry McCoy              | Shell Advance Racing   | Honda        | 27   | +55.158   | 20      | 1     |
| 16  | 21 | Kyoji Nanba              | Yamaha Team Rainey     | Yamaha       | 27   | +1:01.172 | 14      |       |
| 17  | 22 | Sébastien Gimbert        | Tecmas Honda Elf       | Honda        | 27   | +1:05.910 | 19      |       |
| 18  | 17 | Jurgen van den Goorbergh | Dee Cee Jeans Racing   | Honda        | 27   | +1:10.801 | 18      |       |
| 19  | 25 | Yukio Kagayama           | Suzuki Grand Prix      | Suzuki       | 27   | +1:32.385 | 15      |       |
| 20  | 23 | Matt Wait                | F.C.C. TSR             | Honda        | 27   | +1:33.597 | 21      |       |
| 21  | 88 | Scott Smart              | Millar Honda Britain   | Honda        | 26   | +1 giro   | 22      |       |
| 22  | 58 | Felisberto Teixeira      | Shell Advance Racing   | Honda        | 26   | +1 giro   | 24      |       |

### Ritirati
| Nº | Pilota              | Squadra              | Motocicletta | Giri | Griglia |
| -- | ------------------- | -------------------- | ------------ | ---- | ------- |
| 57 | Fabio Carpani       | Polini Inoxmacel     | Honda        | 15   | 23      |
| 14 | Juan Bautista Borja | Shell Advance Racing | Honda        | 13   | 17      |

## Classe 250

### Arrivati al traguardo
| Pos | Nº | Pilota              | Squadra                 | Motocicletta | Giri | Tempo     | Griglia | Punti |
| --- | -- | ------------------- | ----------------------- | ------------ | ---- | --------- | ------- | ----- |
| 1   | 65 | Loris Capirossi     | Aprilia Team            | Aprilia      | 26   | 46:00.131 | 1       | 25    |
| 2   | 46 | Valentino Rossi     | Nastro Azzurro Aprilia  | Aprilia      | 26   | +3.415    | 3       | 20    |
| 3   | 19 | Olivier Jacque      | Chesterfield Elf Tech 3 | Honda        | 26   | +7.576    | 6       | 16    |
| 4   | 5  | Tōru Ukawa          | Benetton Honda          | Honda        | 26   | +8.186    | 8       | 13    |
| 5   | 34 | Marcellino Lucchi   | Aprilia Team            | Aprilia      | 26   | +14.337   | 2       | 11    |
| 6   | 6  | Haruchika Aoki      | F.C.C. TSR              | Honda        | 26   | +24.939   | 10      | 10    |
| 7   | 4  | Stefano Perugini    | Castrol 250             | Honda        | 26   | +28.435   | 9       | 9     |
| 8   | 7  | Takeshi Tsujimura   | Semprucci Biesse-Gro    | Yamaha       | 26   | +31.492   | 11      | 8     |
| 9   | 8  | Luis d'Antín        | Antena 3 Yamaha         | Yamaha       | 26   | +45.003   | 15      | 7     |
| 10  | 18 | Osamu Miyazaki      | Edo Racing              | Yamaha       | 26   | +45.558   | 16      | 6     |
| 11  | 37 | Luca Boscoscuro     | Scuderia AGV Carrizosa  | TSR-Honda    | 26   | +45.999   | 18      | 5     |
| 12  | 21 | Franco Battaini     | Edo Racing              | Yamaha       | 26   | +49.032   | 20      | 4     |
| 13  | 44 | Roberto Rolfo       | Scuderia AGV Carrizosa  | TSR-Honda    | 26   | +1:04.043 | 19      | 3     |
| 14  | 12 | Noriyasu Numata     | Rizla Suzuki            | Suzuki       | 26   | +1:07.866 | 17      | 2     |
| 15  | 20 | William Costes      | Chesterfield Elf Tech 3 | Honda        | 26   | +1:37.376 | 22      | 1     |
| 16  | 25 | Yasumasa Hatakeyama | Penguin Racing          | Honda        | 25   | +1 giro   | 23      |       |
| 17  | 59 | Ismael Bonilla      | SBK Sport               | Honda        | 25   | +1 giro   | 27      |       |
| 18  | 41 | Federico Gartner    | PR2 Mitsubishi Elaion   | Aprilia      | 25   | +1 giro   | 26      |       |

### Ritirati
| Nº | Pilota            | Squadra               | Motocicletta | Giri | Griglia |
| -- | ----------------- | --------------------- | ------------ | ---- | ------- |
| 11 | Jürgen Fuchs      | Docshop Racing        | Aprilia      | 23   | 5       |
| 24 | Jason Vincent     | Padgetts HRC Shop     | TSR-Honda    | 18   | 21      |
| 27 | Sebastián Porto   | PR2 Mitsubishi Elaion | Aprilia      | 12   | 12      |
| 17 | José Luis Cardoso | Antena 3 Yamaha       | Yamaha       | 9    | 7       |
| 31 | Tetsuya Harada    | Aprilia Team          | Aprilia      | 9    | 4       |
| 16 | Johan Stigefelt   | Rizla Suzuki          | Suzuki       | 4    | 14      |
| 58 | Eustaquio Gavira  | SBK Sport             | Honda        | 4    | 25      |
| 14 | Davide Bulega     | OXS Matteoni          | Honda        | 2    | 24      |
| 60 | Agustin Escobar   | SBK Sport             | Honda        | 0    | 28      |
| 9  | Jeremy McWilliams | QUB Team Optimum      | TSR-Honda    | 0    | 13      |

### Non qualificato
| Nº | Pilota       | Moto   |
| -- | ------------ | ------ |
| 61 | Manuel Luque | Yamaha |

## Classe 125

### Arrivati al traguardo
| Pos | Nº | Pilota             | Squadra                   | Motocicletta | Giri | Tempo     | Griglia | Punti |
| --- | -- | ------------------ | ------------------------- | ------------ | ---- | --------- | ------- | ----- |
| 1   | 4  | Kazuto Sakata      | UGT 3000                  | Aprilia      | 23   | 42:19.751 | 6       | 25    |
| 2   | 3  | Tomomi Manako      | UGT - 3000                | Honda        | 23   | +2.101    | 9       | 20    |
| 3   | 32 | Mirko Giansanti    | OXS Matteoni              | Honda        | 23   | +2.229    | 2       | 16    |
| 4   | 20 | Masao Azuma        | Mac Motors Liegeois Comp. | Honda        | 23   | +2.731    | 8       | 13    |
| 5   | 2  | Noboru Ueda        | Givi Honda LCR            | Honda        | 23   | +8.516    | 4       | 11    |
| 6   | 39 | Jaroslav Huleš     | UGT 3000                  | Honda        | 23   | +17.476   | 12      | 10    |
| 7   | 41 | Yōichi Ui          | Yamaha Kurz Aral          | Yamaha       | 23   | +28.751   | 3       | 9     |
| 8   | 8  | Gianluigi Scalvini | Polini Inoxmacel          | Honda        | 23   | +28.950   | 5       | 8     |
| 9   | 23 | Gino Borsoi        | Motoracing s.r.l.         | Aprilia      | 23   | +29.204   | 10      | 7     |
| 10  | 13 | Marco Melandri     | Benetton Matteoni         | Honda        | 23   | +29.213   | 13      | 6     |
| 11  | 9  | Frédéric Petit     | UGT 3000 - RMS            | Honda        | 23   | +35.679   | 17      | 5     |
| 12  | 5  | Masaki Tokudome    | Docshop Racing            | Aprilia      | 23   | +42.314   | 11      | 4     |
| 13  | 29 | Ángel Nieto Jr     | Via Digital Team          | Aprilia      | 23   | +42.872   | 24      | 3     |
| 14  | 21 | Arnaud Vincent     | Scrab Competition         | Aprilia      | 23   | +49.952   | 22      | 2     |
| 15  | 60 | Fonsi Nieto        | Via Digital Team          | Aprilia      | 23   | +52.822   | 26      | 1     |
| 16  | 22 | Steve Jenkner      | Marlboro Team ADAC        | Aprilia      | 23   | +53.236   | 19      |       |
| 17  | 11 | José Ramirez       | Valencia Aspar            | Aprilia      | 23   | +53.534   | 18      |       |
| 18  | 18 | Paolo Tessari      | Scuderia Alfa Nolan       | Aprilia      | 23   | +1:13.081 | 14      |       |
| 19  | 59 | Jerónimo Vidal     | Valencia Aspar            | Aprilia      | 23   | +1:14.135 | 25      |       |

### Ritirati
| Nº | Pilota                | Squadra              | Motocicletta | Giri | Griglia |
| -- | --------------------- | -------------------- | ------------ | ---- | ------- |
| 19 | Andrea Ballerini      | Team Pileri          | Honda        | 16   | 20      |
| 17 | Juan Enrique Maturana | Yamaha Kurz Aral     | Yamaha       | 11   | 23      |
| 10 | Lucio Cecchinello     | Givi Honda LCR       | Honda        | 10   | 7       |
| 16 | Christian Manna       | Semprucci Biesse-Gro | Yamaha       | 9    | 27      |
| 7  | Emilio Alzamora       | Via Digital Team     | Aprilia      | 4    | 15      |
| 15 | Roberto Locatelli     | Polini Inoxmacel     | Honda        | 3    | 1       |
| 26 | Ivan Goi              | Vasco Rossi Racing   | Aprilia      | 3    | 21      |
| 62 | Yoshiaki Katō         | Semprucci Biesse-Gro | Yamaha       | 1    | 16      |
| 58 | Álvaro Molina         | Echo Team Berner     | Honda        | 1    | 28      |

### Non partito
| Nº | Pilota              | Squadra         | Motocicletta | Griglia |
| -- | ------------------- | --------------- | ------------ | ------- |
| 61 | Vicente Esparragoso | Esparragoso IGM | Yamaha       | 29      |